# Venetian Pool
Venetian Pool è una piscina pubblica che si trova a Coral Gables (Florida) ed è inserita nel National Register of Historic Places degli Stati Uniti d'America.

## Storia
Venetian Pool fu realizzata nel 1924 da una vecchia cava di roccia corallina di 16.000 m² abbandonata nel 1921. La piscina fu progettata dall'architetto Phineas Paist e completata nella primavera del 1924. Prese il nome dall'ambientazione da Laguna di Venezia, che comprendeva ponti e punti di attracco tipici di Venezia.
La Venetian Pool ha conosciuto diverse fasi, nelle quali isole addizionali furono create per permettere l'attracco di gondole, successivamente rimosse; una piattaforma per tuffi fu costruita sopra la cascata presente nella piscina e successivamente rimossa. In passato la piscina fu anche completamente prosciugata per permettere l'esibizione della Miami Symphony, sfruttando le qualità acustiche della cava.

## Descrizione
La piscina occupa una cava poco profonda che contiene circa 3.100 m³ di acqua sorgiva che proviene da pozzi artesiani, che la rende la piscina di acqua sorgiva più grande degli Stati Uniti d'America.
La profondità della piscina varia da poco più di un metro a più di due metri e mezzo nei pressi della cascata, con una piccola piscina da mezzo metro per bambini nei pressi della postazioni dei bagnini; la postazione è sopra un ponte che porta ad un'isola adornata da palme. Una grotta si trova dall'altra parte di questa isola. C'è una un'area di ristoro per i bagnati che è utilizzata solitamente anche per ricevimenti e matrimoni. L'intero complesso è circondato da un percorso pedonale.
Il sito è stato sottoposto ad un profondo restauro nel 1989, seguito da un successivo nel 2009.

## Sostenibilità
La piscina è stata criticata dagli ambientalisti per la grande quantità di acqua sorgiva che viene consumata quotidianamente, sollevando la preoccupazione che lo svuotamento completo della piscina di notte per essere riempita di nuovo il giorno successivo porti al prosciugamento della falda. Una soluzione è stata trovata nel 1998 riportando l'acqua di nuovo nella falda tramite il filtraggio del terreno, riciclando così questa risorsa naturale.

## Galleria d'immagini

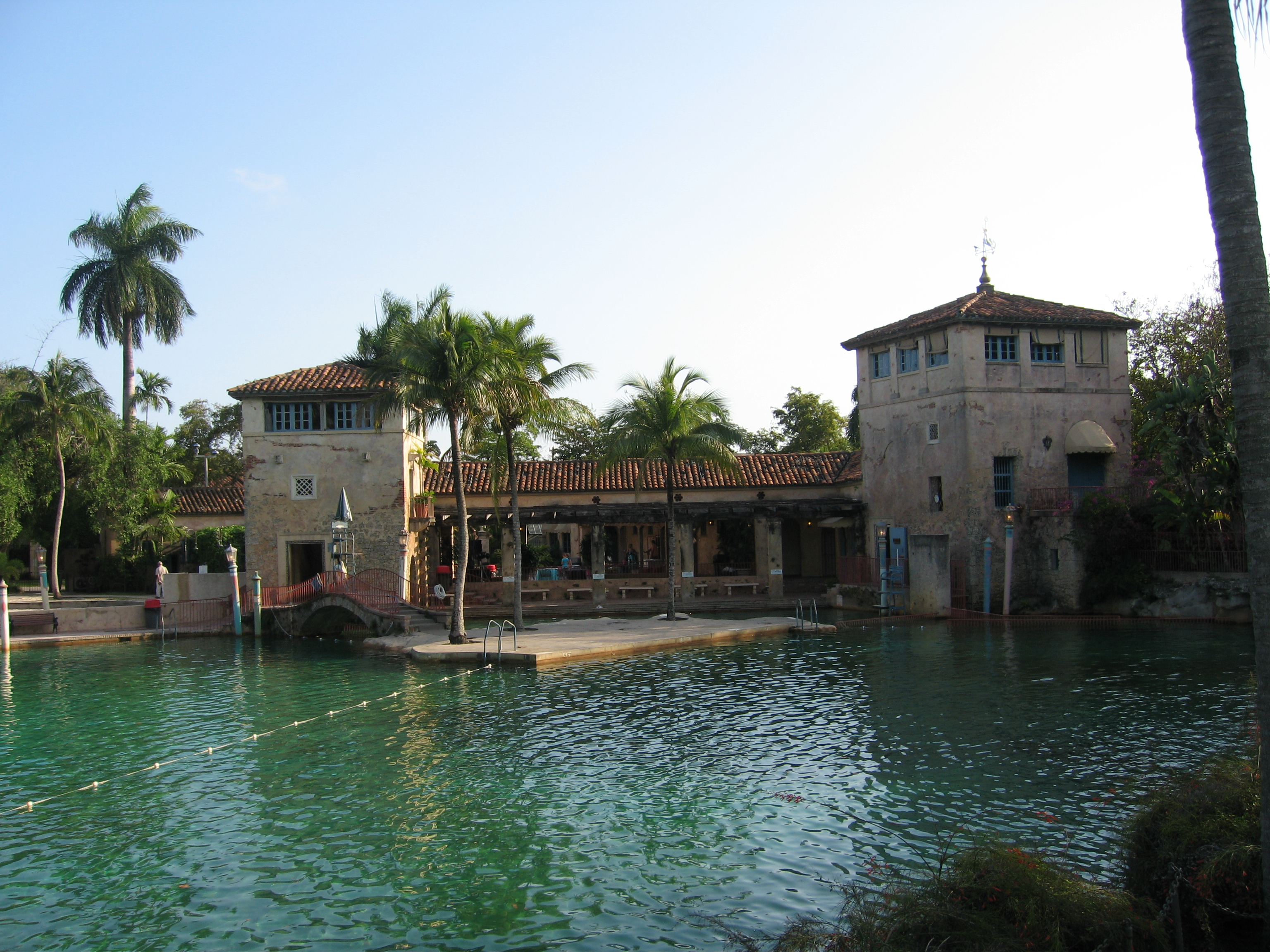
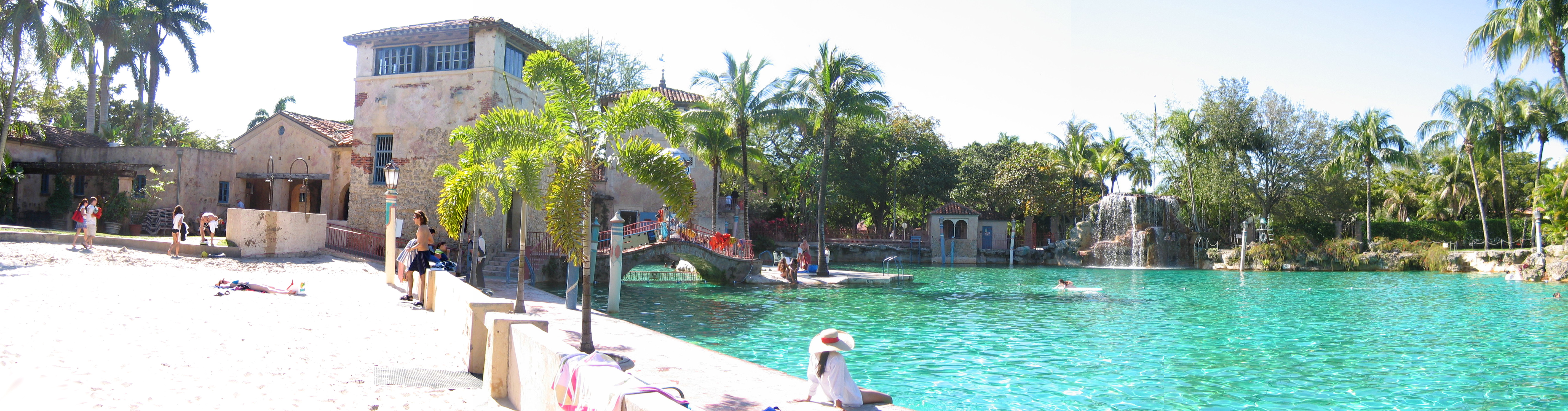